# Lamasina draudti
Lamasina draudti is een vlinder uit de familie van de Lycaenidae. De wetenschappelijke naam van de soort werd als Thecla draudti in 1926 gepubliceerd door Percy Lathy.

## Synoniemen
- Thecla godmani Goodson, 1945